# Biserica de lemn „Sfinții Arhangheli Mihail și Gavriil” din Vorniceni
Biserica de lemn „Sf. Arhangheli Mihail și Gavriil” este o biserică amplasată în Vorniceni, raionul Strășeni, Republica Moldova. Este un monument arhitectural de importanță națională inclus în Registrul monumentelor Republicii Moldova ocrotite de stat cu nr. 1441 (raionul Strășeni). Datează din 1839.